# WTA Swiss Open 1992
Lo WTA Swiss Open 1992 è stato un torneo di tennis giocato sulla terra rossa. È stata la 21ª edizione del torneo, che fa parte della categoria Tier IV nell'ambito del WTA Tour 1992. Si è giocato a Lucerna in Svizzera, dal 18 al 24 maggio 1992.

## Campionesse

### Singolare
Amy Frazier ha battuto in finale  Radka Zrubáková con il punteggio di 6–4, 4–6, 7–5.

### Doppio
Amy Frazier /  Elna Reinach hanno battuto in finale  Karina Habšudová /  Marianne Werdel con il punteggio di 7–5, 6–2.